# Frank W. Hunt

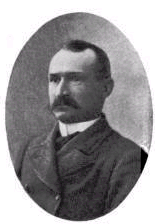
Frank W. Hunt.

Frank William Hunt (* 16. Dezember 1871 in Louisville, Kentucky; † 25. November 1906 in Boise, Idaho) war ein US-amerikanischer Politiker und von 1901 bis 1903 Gouverneur des Bundesstaates Idaho.

## Frühe Jahre und politischer Aufstieg
Hunt besuchte die öffentlichen Schulen in Louisville. Danach zog er nach Idaho, wo er im Bergbau tätig wurde. Er schloss sich der Demokratischen Partei an. Zwischen 1892 und 1894 war er Abgeordneter im Repräsentantenhaus von Idaho. Während des Spanisch-Amerikanischen Krieges diente Hunt als Hauptmann in der US-Armee. Im Jahr 1900 wurde er zum Gouverneur seines Staates gewählt.

## Gouverneur von Idaho
Frank Hunt trat sein neues Amt am 7. Januar 1901 an. In seiner zweijährigen Amtszeit wurde der Achtstundentag in Idaho gesetzlich eingeführt und der Handel und die Landwirtschaft staatlich gefördert. Am 11. März 1901 wurde ein Gesetz verabschiedet, mit dem die Academy of Idaho, die heutige Idaho State University, gegründet wurde. Nachdem Hunt 1902 nicht in seinem Amt bestätigt wurde, schied er am 5. Januar 1903 aus dem Amt des Gouverneurs aus. Danach zog er sich aus der Politik zurück und widmete sich seinen privaten Interessen im Bergbau. Er wurde außerdem Vizepräsident und General Manager der Dewey Combination Lease Company. Frank Hunt starb am 25. November 1906 an einer Lungenentzündung. Mit seiner Frau Ruth Maynard hatte er zwei Kinder.